# 楊位
楊位（1547年—？），字德興，號錦溪，河南汝寧府儀衛司人，軍籍，明朝政治人物。

## 生平
萬曆七年（1579年）己卯科河南鄉試第十七名，萬曆八年（1580年）聯捷庚辰科會試第一百七十名，登三甲第一百一十八名進士。都察院觀政，十一年授户部主事，十四年升郎中，宣府管粮，十九年丁憂。二十二年降为莒州知州，调任胶州，二十五年升兵部员外郎，入朝鲜赞画军务，同年升宁前兵备佥事，二十九年加升右参议，三十一年七月升山东副使、开原兵备道，三十三年十二月升海盖道右参政兼佥事，三十六年加升按察使，养病。

## 家族
曾祖楊玘；祖父楊學；父楊相，曾任壽官。母王氏。